# 澤畠雄一郎
澤畠 雄一郎（さわはた ゆういちろう、1977年3月14日 - ）は、日本の元男子バレーボール選手。茨城県日立市出身。ポジションはミドルブロッカー。
元上尾メディックス所属のバレーボール選手澤畠文子は妹。

## 来歴
土浦日大高校を経て、国士舘大学を卒業後の1999年に新日鐵（現在の堺ブレイザーズ）へ入団。2001年に全日本代表に初選出され、2001年ワールドリーグ、2002年アジア大会に出場した。
チームではミドルブロッカーとして活躍し、2006年の第12回Ｖリーグの堺ブレイザーズの優勝に貢献した。
2008年5月31日を以って堺ブレイザーズを退団し、現役を引退した。

## 球歴
- 全日本代表 - 2001-2002年
  - ワールドリーグ - 2001年

## 所属チーム
- 土浦日大高校
- 国士舘大学
- 堺ブレイザーズ（1999-2008年）